# 21-ша гірська дивізія СС «Скандербег» (1-ша албанська)
21-ша гірська дивізія СС «Скандербег» (1-ша албанська) (нім. 21. Waffen-Gebirgs-Division der SS „Skanderbeg“ (albanische Nr. 1), алб. SS Skënderbeu) — гірсько-піхотна дивізія піхоти Ваффен-СС (збройного крила німецької нацистської партії, яке служило разом, але ніколи не було офіційно частиною вермахту) часів Другої світової війни. Дивізія була створена навколо ядра етнічно албанського батальйону, який короткий час діяв проти югославських партизанів у східній Боснії в рамках 13-ї гірської дивізії Ваффен СС «Ханджар» (1-ї хорватської). Складався з албанців-мусульман та переважно німецьких і югославських фольксдойчів (етнічних німців) як посадових осіб і унтер-офіцерів, називався «Скандербег» на честь середньовічного албанського правителя Георгія Кастріоті Скандербега, який захищав терен Албанії від Османської імперії протягом понад двох десятиліть у XV столітті.

## Історія

### Передісторія створення
З квітня 1939 року Албанія перебувала під італійською окупацією до капітуляції Італійського королівства союзникам у вересні 1943 року. У серпні того ж року, зіткнувшись з неминучим виходом Італії з війни на її боці, нацистська Німеччина розгорнула 2-гу танкову армію на Балканах, щоб захопити території, раніше зайняті Італією. Зважаючи на те, що однією з італійських територій, захоплених німцями, стала Албанія, тут був розгорнутий XXI гірський корпус 2-ї танкової армії генерал-полковника Лотара Рендуліча. Спеціальний представник Генріха Гіммлера, СС-бригадефюрер і генерал-майор військ СС і поліції Йозеф Фіцтум, розмістив свою штаб-квартиру в албанській столиці Тирані. Німці взяли під контроль усі албанські сили, які співпрацювали з італійцями до їхньої капітуляції, включно з «Бали Комбетар», антикомуністичним і націоналістичним ополченням, очолювану Мехді-бей Фрашері. Німці посилили албанську армію та жандармерію, але швидко дійшли висновку, що ці війська ненадійні. Того ж року кілька албанців з Косова та області Санджак були завербовані до 13-ї гірської дивізії СС «Ханджар» (1-ї хорватської), есесівської дивізії, що складалася здебільшого з боснійських мусульман та хорватів з переважно німецькими офіцерами на командирських посадах і діяла в маріонетковій Незалежній Державі Хорватія.
Ключовим рекрутером серед албанців для Ваффен-СС став СС-штандартенфюрер Карл фон Кремплер. Приблизно через півроку дивізія налічувала близько 1000 етнічних албанців, уродженців Косова та Санджаку, які утворили 1-й батальйон 2-го полку (I/2), який пізніше став 1-м батальйоном 28-го полку (I/28). Пізніше дивізія завербувала ще 500 людей з Санджаку.

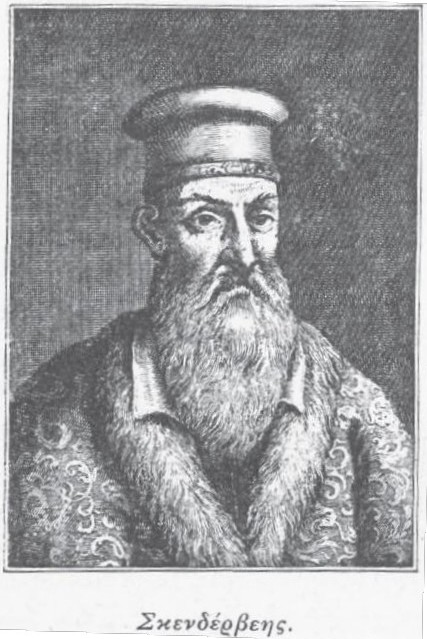
Албанський князь, вождь антиосманського, національний герой Албанії Скандербег, на честь якого отримала назву дивізія

Ідея формування албанської дивізії у складі Ваффен-СС належала Фіцтуму, проти якої спочатку виступав представник МЗС Німеччини на Балканах Герман Нойбахер, а також керівник Головного управління імперської безпеки СС-обергрупенфюрер і генерал поліції Ернст Кальтенбруннер, який вплинув на Гіммлера, щоб той відклав цю пропозицію в довгий ящик. Але албанський уряд підтримав ідею; на фоні зростаючих труднощів Гіммлер незабаром змінив свою думку, і в лютому 1944 року ідею схвалив Адольф Гітлер.

### Формування

Нарукавний шеврон 21-ї гірської дивізії СС «Скандербег»

З дозволу Гітлера дивізії Ваффен-СС, укомплектована албанцями, мала служити лише на території Косово, і мала захищати етнічних албанців, але залишатися під німецьким контролем. За задумом вона мала стати однією з трьох мусульманських дивізій Ваффен-СС, що служили на Балканах, іншими двома були 13-та «Ханджар» та 23-тя «Кама» хорватські гірські дивізії СС. Мета Гіммлера полягала в тому, щоб розширити рекрутинг Ваффен-СС на Балканах і сформувати два корпуси по дві дивізії в кожному, один із яких діяв би на території Боснії в Незалежній Державі Хорватія, а другий — в Албанії. Потім ці корпуси мали об'єднатися з 7-ю добровольчою гірською дивізією СС «Принц Євген» і разом сформувати Балканську гірську армію Ваффен-СС з п'яти дивізій.
У березні 1944 року Бедрі Пеяні, голова Другої Призренської ліги, організації, створеної після капітуляції Італії для захисту інтересів косовських албанців, запропонував Гітлеру зібрати 120 000—150 000 косовських албанських добровольців для боротьби з югославськими та албанськими партизанами. Пеяні просив німецьке керівництво надати албанцям озброєння, спорядження і боєприпаси для боротьби з комуністичним повстанським рухом, а також просив розширити кордони німецької маріонеткової держави Албанія за рахунок окупованої Німеччиною територій Сербії та Чорногорії. Це прохання не було задоволено.
Тим не менш, у квітні 1944 року Гіммлер наказав створити нову албанську добровольчу дивізію, санкціоновану Гітлером. Згодом вона була названа на честь середньовічного албанського воїна Георгія Кастріоті Скандербега, який захищав землі Албанії від Османської імперії протягом понад двох десятиліть в XV столітті. На той момент німці та деякі члени албанського маріонеткового уряду вважали, що близько 50 000 етнічних албанців можуть бути завербовані до Ваффен-СС. Німці спочатку передбачали, що албанська дивізія СС буде нараховувати 10 000-12 000 осіб. Гіммлер розглядав албанців-мусульман як потенційне джерело поповнення живою силою німецьких зусиль у боротьбі проти югославських партизанів, які зіткнулися зі значними труднощами у вербуванні косовських албанців до своїх лав.
17 квітня 1944 року батальйон албанців 13-ї дивізії СС був перекинутий залізницею прямо з місця боїв у Боснії до Косово, щоб стати частиною нової албанської дивізії. Керівник вербування Ваффен-СС, СС-обергрупенфюрер Готтлоб Бергер доповідав Гіммлеру, що албанці «…дуже засмучені від'їздом.» Сам Гіммлер очікував від підрозділу «великої користі», оскільки албанці, які воювали в 13-й дивізії СС, довели свою «високу мотивацію та дисциплінованість» у боротьбі з партизанами в НДХ. Після війни боснійські мусульмани, колишні члени 13-ї дивізії СС, стверджували, що, перебуваючи у складі дивізії, албанці розстрілювали беззбройних цивільних осіб і були «дуже жорстокими».
23 травня Фіцтум відзначив провал албанських підрозділів, які використовувалися в операціях проти партизанів. Він повідомив, що розпустив чотири албанські батальйони, організовані вермахтом, охарактеризувавши більшість албанських офіцерів армії та жандармерії як «повністю корумпованих, непридатних, недисциплінованих і ненавчених». Німці виявили, що косовські албанці були більш схильні до співпраці, ніж албанці з власне Албанії. Це було пов'язано з тим, що вони боялися повернення югославського правління. Таким чином, багато новобранців дивізії були косовськими албанцями, хоча деякі з них були біженцями з території власне Албанії. Якість і спроможності більшості цих новобранців була низькою, і лише від 6000 до 6500 були визнані придатними для подальшого проходження навчання. Серед тих, хто був прийнятий, було близько 1500 колишніх військовополонених Королівської югославської армії, окремі рештки розваленої албанської армії та жандармерії, добровольці як з довоєнної, так і з розширеної Албанії, а також призовники з родин, що мали більше двох синів. На відміну від албанців дивізії «Ханджар», які пройшли тривалу підготовку у Франції, а потім на полігоні Нойгаммер у Німеччині, новобранці пройшли дуже короткий період навчання — лише шість тижнів. Албанці могли приєднатися з різних причин, включаючи доступ до сучасної зброї та військової підготовки, щоб допомогти переглянути кордони Албанії, помститися і навіть отримати можливість для мародерства.

### Застосування дивізії
1 травня 1944 року у складі XXI гірського корпусу була сформована 21-ша гірська дивізія СС «Скандербег» (1-ша албанська). Більшість або всі офіцери, унтер-офіцери та спеціалісти дивізії були німцями, і в основному переведеними з 7-ї та 13-х дивізій СС, що відповідно помітно послаблювало ці формування. Дивізійний артилерійський полк був сформований з 1-го Албанського артилерійського полку. Дивізію було передано під командування СС-штандартенфюрера Августа Шмідгубера, який у червні був підвищений до СС-оберфюрера. Особовий склад дивізії склав релігійну присягу на Корані, пообіцявши «джихад проти невіруючих». Дивізія спочатку була оснащена захопленими італійськими танками Carro Armato M15/42, які виявилися ненадійними в реальних бойових умовах. Гарнізон дивізії розташовувався у містечку Призрен.
Зоною відповідальності дивізії визначили власно Косово з усіма об'єктами, включаючи транспортні шляхи, оборону економічно важливих об'єктів, таких як шахти хромової руди в Кукесі та Джаковиці, а також зобов'язали у проведенні активних дій проти югославських партизанів, що діяли в краї. Військові, які вже служили в 13-й дивізії СС, також були задіяні як охоронці в концентраційному таборі в Приштині. Вже на початку стало зрозуміло, що більшість албанців-мусульман дивізії були зацікавлені лише у зведенні порахунків зі своїми супротивниками-християнами-сербами, які стали мішенню для численних звірств. Щоб покласти край злочинам, німцям довелося роззброїти батальйони дивізії в містах Печ і Призрен та заарештувати албанських офіцерів, а одного з командирів навіть відправити до німецької в'язниці.
14 травня 1944 року члени дивізії здійснили рейд по єврейських будинках у Приштині, заарештували 281 єврея і передали їх німцям, які відправили їх до концентраційного табору Берген-Бельзен, де багато з них були вбиті. Історик Ноель Малькольм описує цю подію як «найганебніший епізод в історії Косова воєнного часу».
Пізніше дивізія брала участь у розправі над албанськими партизанами. Вона також відповідальна за вигнання до 10 000 слов'янських сімей з Косова, оскільки нові албанські поселенці прибули з бідних районів північної Албанії. Прибуття цих албанців заохочувалося італійською владою, і, за оцінками, до 72 000 албанців були поселені або переселені в Косово під час війни. Між 28 травня і 5 липня 1944 року дивізія затримала загалом 510 євреїв, комуністів та інших антифашистів і передала їх німцям. Вона також здійснювала відплатні повішення підозрюваних у саботажі.
У червні 1944 року дивізія «Скандербег» брала участь у масштабних польових маневрах на сході Чорногорії. В Андрієвиці її солдати без суду і слідства стратила понад 400 православних християн. У червні та липні вона залучалася до операцій «Ендліх» і «Фалькенауге», а також до операції «Драуфгенгер», першій фазі операції «Рюбенцаль», яка тривала з 5 по 22 серпня. Під час операції «Драуфгенгер» албанська дивізія Ваффен-СС була основною силою, яку використовували німці. Метою цих операцій визначалося повне знищення сильних партизанських сил в районах Джяковиця, Печ і Мокра Гора. 28 липня в ході операції солдати з'єднання разом з 7-ю добровольчою гірською дивізією СС «Принц Євген» вбили близько 550 сербських селян у селищі Велика, що у Плавській общині Чорногорії. До кінця операції «Драуфгенгер» понад 400 бійців дивізії дезертирували або іншим чином зникли безвісти. За словами Нойбахера, дивізія недбало ставилася до бойових дій на ранніх стадіях підготовки і діяла погано. З 18 по 27 серпня дивізія вела бої з партизанами в Дебарі та його околицях, але не змогла захопити місто.

### Деградація та розформування дивізії
Наприкінці серпня 1944 року німці вирішили, що дивізія придатна лише для виконання базових охоронних функцій. Деяким військовим дивізії було доручено охороняти хромові шахти поблизу Косова, перш ніж територію захопили партизани. У подальших зіткненнях один з полків дивізії втратив понад 1000 осіб, багато албанців дезертирували. Деякі з них дезертирували після наступу партизанів на північний схід від Гусинє. Командування групи армій «Е» доповіло, що за результатами оцінки діяльності дивізії встановлено, що вона не має «абсолютно ніякої військової цінності».
1 вересня 1944 року військовослужбовці дивізії, дислоковані в Тетово та Гостиварі, підняли бунт, вбивши своїх німецьких офіцерів і унтерофіцерів. На той час дивізія налічувала менше 7 000 осіб, що становило менше третини від її штатної чисельності. Протягом двох місяців з моменту розгортання дивізії 3 500 осіб дезертирували. Гіммлер привіз з Греції 3 000-4 000 військовослужбовців Крігсмаріне, щоб поповнити чисельність з'єднання, але це мало вплинуло на боєздатність дивізії. Дезертирство в основному було спричинене поразками Німеччини, серйозною нестачею продовольства та спорядження, а також постійними нальотами Повітряних сил армії США, союзницькою пропагандою та наближенням кінця військової гегемонії Німеччини на Балканах. Серед інших причин зростання кількості дезертирів були новини про приєднання Болгарії та Румунії до союзників, амністія Йосипа Броз Тіто, яка закінчилася 15 вересня, а також вимога Албанської партії праці, щоб чоловіки придатного до бою віку вступали до Фронту національного визволення.
На початок жовтня 1944 року чисельність дивізії скоротилася вже до 4 900 осіб, з яких менш ніж 1 500 були придатні до бою. Таким чином, з квітня по жовтень дезертирували 3 425 осіб, що становило більше половини особового складу дивізії. Шмідгубер повідомляв, що навіть 697 членів батальйону, який служив у 13-й дивізії СС, дезертирували. Формування потерпало від нестачі обладнання та озброєння, а також нестачі німецького персоналу для навчання новобранців, про що свідчить той факт, що протягом літа та осені до бою був готовий лише один батальйон. Шмідгубер ставився до своїх підлеглих з презирством, і він, його начальники та Фітцтум намагалися виправдати свою нездатність створити ефективне бойове формування Ваффен-СС, принижуючи культуру та військову репутацію албанців. Шмідгубер також пов'язував провал дивізії з браком часу на належну військову підготовку, ідеологічну підготовку та відсутністю відповідних інструкторів.
1 листопада 1944 року дивізію було розформовано.
Косовські албанці підняли зброю проти партизанів, коли дізналися, що край не буде об'єднаний з Албанією після війни, попри попередні обіцянки партизанів. Звірства сталися, коли 30 000 партизанів були відправлені в Косово для придушення албанського опору в краї. Від 3 000 до 25 000 косовських албанців були вбиті в результаті насильства, що почалося.
Решти військ, що залишилися від дивізії, були реорганізовані в полкову кампфгрупу «Скандербег» під командуванням СС-оберштурмбанфюрера Альфреда Графа. В середині листопада підрозділ вийшов з області Косова разом із рештою німецьких військ, що відступали з Балкан. Багато сербів і чорногорців тоді помстилися етнічним албанцям краю, особливо колабораціоністам і тим, хто служив у лавах дивізії.
«Кампфгрупа» Скандербега досягла Любовії на річці Дрина, де перейшла в підпорядкування 7-ї дивізії СС, яка охороняла річкові переправи в цьому районі. За словами Кумма, кампфгрупа утримувала міста Зворник і Дриняча в першій половині грудня 1944 року, як частину Любовійського плацдарму. Вона відступила через Дрину і з боями пробилася на північ, до Брчко на річці Сава, де звільнила сили вермахту, що утримували місто.

## Райони бойових дій
- Косово (1 травня — 1 листопада 1944)

## Командування

### Командири
- СС-оберфюрер Август Шмідтгубер (нім. August Schmidhuber) (1 травня 1944 — 20 січня 1945)

### Підпорядкованість
| Час     | Корпус  | Армія           | Група армій (округ) | Штаб     |
| ------- | ------- | --------------- | ------------------- | -------- |
| 1944    |         |                 |                     |          |
| червень | XXI гк  | 2 ТА            | Група армій «F»     | Косово   |
| жовтень | XXI гк  | Група армій «E» | Група армій «F»     | Косово   |
| грудень | V гк СС | Група армій «E» | Група армій «F»     | Хорватія |

## Склад дивізії
- 50-й гірсько-піхотний полк СС (1-й албанський)
- 51-й гірсько-піхотний полк СС (2-й албанський)
- 21-й розвідувальний батальйон СС
- 21-й добровольчий протитанковий дивізіон СС
- 21-й гірський артилерійський полк СС
- 21-й добровольчий інженерний батальйон СС
- 21-й батальйон зв'язку СС
- 21-й запасний батальйон СС
- 21-й гірський взвод забезпечення СС

## Відео
- History Of The Albanian Muslim Nazi SS Skanderbeg Division [Архівовано 14 березня 2009 у Wayback Machine.]
- 21.Waffen Grenadier Division der SS «Skanderbeg» FIRST ALBANIAN.wmv

### Книги
- Ailsby, Christopher J. (2004). Hitler's Renegades: Foreign Nationals in the Service of the Third Reich. Dulles, Virginia: Brassey's. ISBN 978-1-57488-838-6. Архів оригіналу за 5 лютого 2015. Процитовано 6 травня 2015.
- Bishop, Chris (2007). Waffen-SS Divisions, 1939–45. London, England: Amber Books. ISBN 978-1-905704-55-2.
- Fischer, Bernd Jürgen (1999). Albania at War, 1939–1945. West Lafayette, Indiana: Purdue Research Foundation. ISBN 978-1-55753-141-4. Архів оригіналу за 5 лютого 2015. Процитовано 6 травня 2015.
- Keegan, John (1970). Waffen SS: The Asphalt Soldiers. London, England: Pan/Ballantine. ISBN 978-0-345-09768-2.
- Williamson, Gordon (2012a). The Waffen SS (3): 11. to 23. Divisions. Oxford, England: Osprey. ISBN 978-1-84176-591-4. Архів оригіналу за 5 лютого 2015. Процитовано 6 травня 2015.
- Williamson, Gordon (2012b). German Mountain & Ski Troops 1939–45. Oxford, England: Osprey. ISBN 978-1-78096-791-2. Архів оригіналу за 5 лютого 2015. Процитовано 6 травня 2015.

### Websites
- Nafziger, George (1992). Organizational History of the German SS Formations 1939–1945 (PDF). Combined Arms Research Library Digital Library. Архів оригіналу (PDF) за 7 березня 2014. Процитовано 18 червня 2013.